# Goyang Zaicro Football Club
Goyang Hi FC (en hangul, 고양 하이 FC), anteriormente conocido como Ansan Hallelujah FC, fue un club de fútbol situado en Goyang (Corea del Sur), que jugaba en la segunda división de la K League. 
Fue fundado en 1999. Es heredero de dos clubes cristianos: "Hallelujah FC", uno de los miembros fundadores de la K-League en 1983, e "Immanuel", que fue su filial hasta 1986 y después se independizó. Aunque el Hallelujah desapareció en 1998, el club menor compró sus derechos federativos y lo refundó.
A lo largo de su historia se estableció en Iksan, Gimpo y Ansan, hasta desplazarse a Goyang en 2012.

## Historia
El origen del Goyang Hi es el "Immanuel FC", fundado en 1983 por misioneros cristianos. En sus bases, estableció como objetivos el trabajo misionero en todo el mundo y el desarrollo del deporte coreano. En 1985 se unió con el Hallelujah, de inspiración similar y participante de la K-League (liga profesional), para crear un club cristiano unificado. El Immanuel fue su filial hasta 1985, cuando el Hallelujah decidió retirarse de la liga para marcharse a las categorías semiprofesionales y centrarse en su labor misionera.
El Immanuel se separó en 1986 y compitió en las categorías semiprofesionales. Tras sufrir problemas económicos, fue comprado en 1992 por la empresa E-Land, que lo mantuvo hasta 1998.
En 1998 el Hallelujah desapareció por deudas, pero el Immanuel FC compró sus derechos federativos y lo refundó en 1999, bajo las mismas premisas de la entidad original. El club representó durante varios años a la ciudad de Iksan, y cuando en 2003 fue uno de los fundadores de la Liga Nacional de Corea (segunda categoría), el alcalde les ofreció un acuerdo de colaboración. Sin embargo, la queja de miembros del budismo Won, que tiene su sede allí, motivó su traslado ese mismo año a Gimpo. En 2007 firmó un acuerdo para irse a Ansan, donde permaneció cinco años.
A finales de 2012, el equipo anunció su traslado a Goyang, su cambio de nombre a Goyang Hi FC y su inscripción en la recién creada segunda división de la K League. El nombre "Hi" es una mezcla de Hallelujah e Immanuel, que recuerda los orígenes de la entidad actual.
El 18 de enero de 2016 el nombre del club cambia oficialmente a Goyang Zaicro FC para la temporada 2016 por razones de patrocinio. El club desaparecío al finalizar la temporada.

## Amistoso Internacional
El 26 de enero de 2013 con asistencia de 18.000 espectadores en el Estadio La Independencia de Tunja, venció a Goyang Hi FC, equipo surcoreano con resultado de 1-0 el gol lo marco el boyacense Juan Alejandro Mahecha.

## Historial de nombres
- 1999–2002: Hallelujah FC
- 2003: Iksan Hallelujah FC
- 2004–2006: Gimpo Hallelujah FC
- 2007–2011: Ansan Hallelujah FC
- 2012: Ansan H FC
- 2013–2015: Goyang Hi FC
- 2016: Goyang Zaicro FC

## Estadio

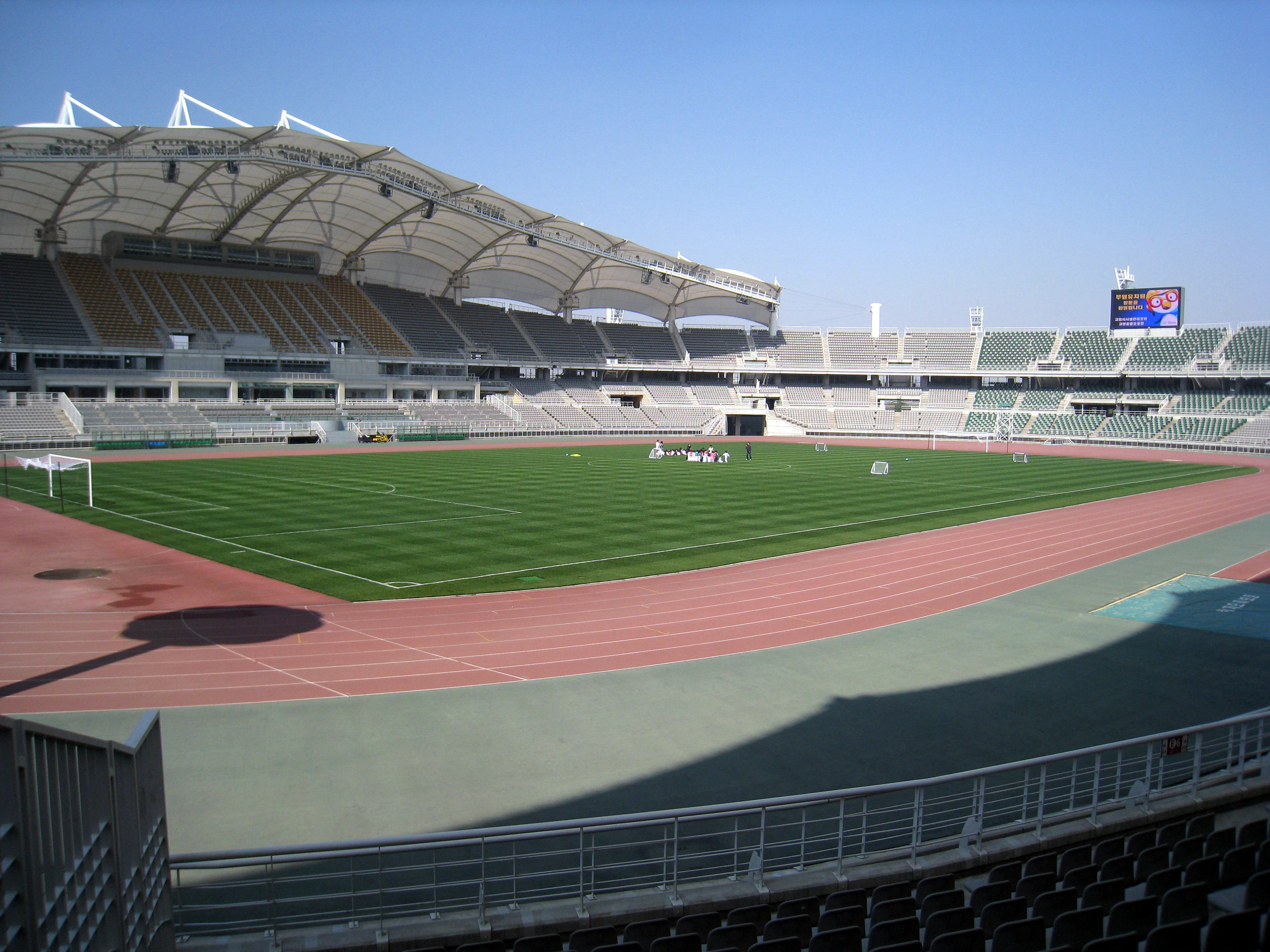
Estadio de Goyang.

El campo donde Goyang Hi FC disputa sus partidos como local es el Estadio de Goyang, un recinto polideportivo con capacidad para 41.000 espectadores y césped natural. Alrededor del terreno de juego hay una pista de atletismo. Comparte el campo con el Goyang Daekyo Noonnoppi WFC de fútbol femenino.
Se inauguró en septiembre de 2003 y durante años albergó competiciones atléticas y partidos de fútbol.  Anteriormente había sido el estadio del Goyang KB Kookmin Bank FC, que desapareció en 2012 para integrarse en el FC Anyang.